# Culto imperial (Antigua Roma)

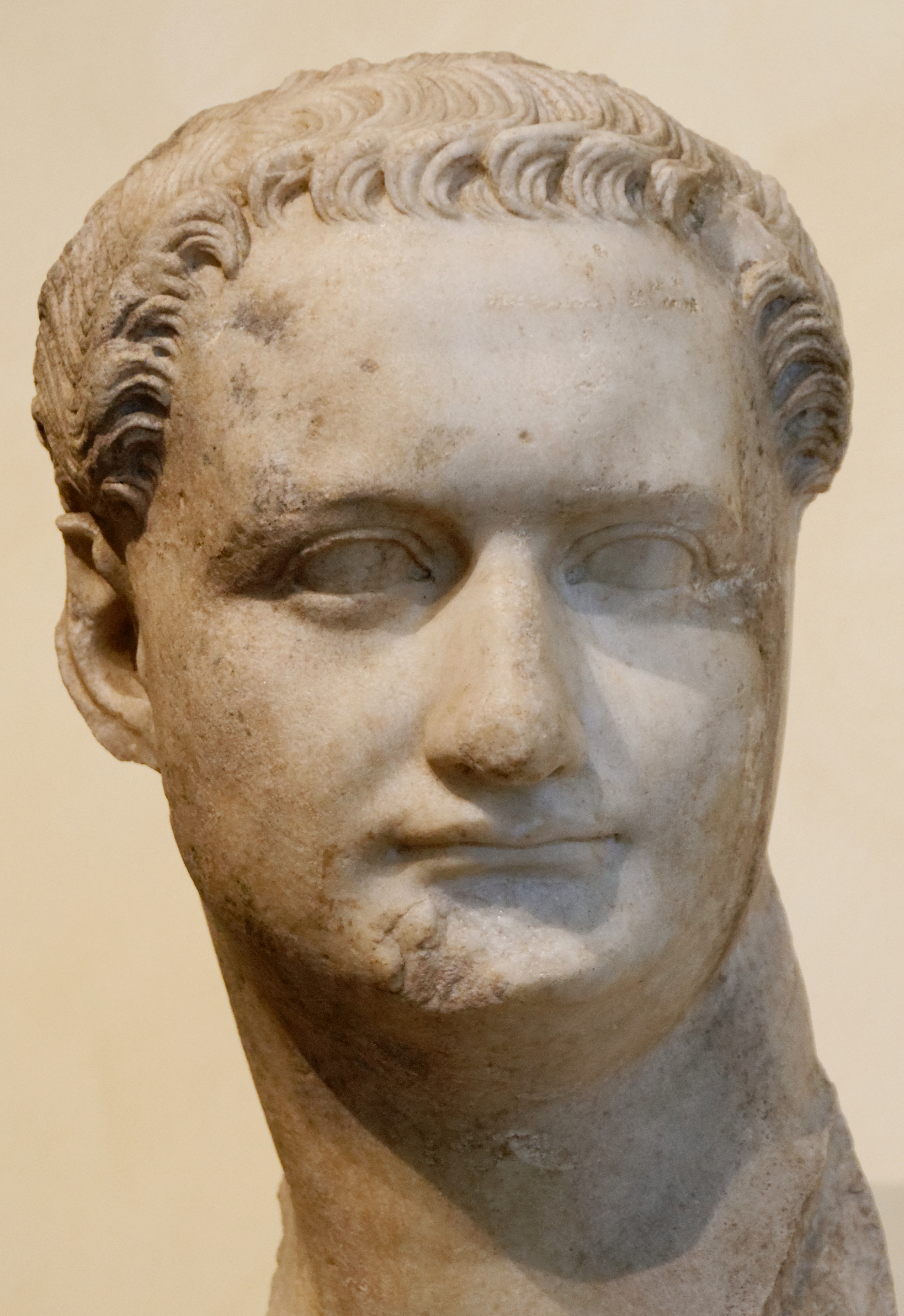
Domiciano fue el único emperador que se declaró a sí mismo dios mientras aún vivía.

El culto imperial en la Antigua Roma era la veneración que se daba a algunos emperadores elegidos como dioses una vez que fallecieron. El único emperador que se declaró a sí mismo dios mientras aún vivía fue Domiciano, lo que causó escándalo.
Conseguir que ciertos emperadores fallecidos se convirtieran en dioses se volvió en un elemento prominente de la religión en el Imperio romano durante el Principado, hasta el punto de que algunos parientes de emperadores fueron también deificados (con la palabra Divus precediendo a sus nombres, o Diva si eran femeninos). El culto pronto se divulgó por toda la extensión del Imperio.
La apoteosis de un emperador era un acto esencialmente político, interpretado por el sucesor del emperador muerto para reforzar la majestad del oficio imperial y, a menudo bastante efectivo, para asociar al actual emperador con un predecesor bien considerado. Puesto que era una herramienta de propaganda centrada en los líderes, el culto imperial romano puede considerarse un culto de la personalidad.

## Sujetos
Usualmente se deificaba a emperadores muertos. Sin embargo, no siempre es el inmediato predecesor. Por ejemplo, cuando Septimio Severo derrocó a Didio Juliano para obtener el poder en el año 193, organizó la apoteosis de Pertinax, quien había gobernado antes que Juliano. Esto permitió a Severo presentarse como heredero y sucesor de Pertinax, aunque los dos no estaban emparentados.
También podía aplicarse la apoteosis a miembros fallecidos de la familia imperial, por ejemplo las esposas de emperadores como Livia o Faustina e hijos de emperadores como Valerio Rómulo. 
Para las mujeres de la familia imperial, adquirir el título de augusta, concedido excepcionalmente, fue generalmente considerado como el paso previo esencial al estatus de divinidad.
En ocasiones todavía más raras, romanos no miembros de la familia imperial podían ser deificados igualmente. La última persona de este tipo deificada fue Antínoo, el joven amante del emperador Adriano. La apoteosis de Antínoo se convirtió en el tema de numerosas esculturas encargadas por Adriano para conmemorar a la juventud y, como consecuencia, la imagen de Antinoo está entre los rostros más reconocibles de la Antigüedad. De alguna manera única, su culto no fue tanto de propaganda como de auténtico y genuino afecto.

## Origen prehistórico
El proceso implicaba la creación de una imagen de cera del emperador, sentado, ricamente vestido y adornado con joyas durante una serie de días, después de los cuales sería quemado. En la pira habría una jaula oculta con un águila en ella. En el clímax de la ceremonia, esta águila sería liberada, y se dice que llevaría el alma del emperador a los dioses. 
La deificación de gobernantes romanos tiene sus orígenes en el culto a Rómulo, quien fue conocido en su forma deificada como Quirino.

## De Julio César a Adriano
Julio César permitió que se erigiera una estatua de él mismo con la inscripción Deo Invicto (en latín, al «dios invicto») en el año 44 a. C. El mismo año, César se declaró dictador vitalicio. Su sobrino e hijo adoptivo, Octavio construyó un templo en Roma dedicado a Divus Julius (el «divino» o «deificado» Julio). Esto era un acto que consolidó el poder de Augusto, puesto que él era el hijo (adoptivo) del deificado Julio, de manera que llevó el título de divi filius, hijo de dios. 
En el desarrollo mitológico, una casa imperial, la gens Julia fue retratada como los descendientes del héroe Iulo, Venus y Júpiter por Virgilio, autor de la Eneida. El primer libro de ese poema contiene un pasaje en el que Júpiter revela sus decisiones a Venus con estas palabras:
| Nascetur pulchra Troianus origine Caesar, imperium oceano, famam qui terminet astris,-- Iulius, a magno demissum nomen Iulo. Hunc tu olim caelo, spoliis Orientis onustum, accipies secura; vocabitur hic quoque votis.[2] |  | Nacerá troyano César, de limpio origen, que el imperio ha de llevar hasta el Océano y su fama a los astros, Julio, con nombre que le viene del gran Julo. Lo acogerás, segura, tú en el cielo cuando llegue cargado con los despojos de oriente; también él será invocado con votos. [3] |
Al aprobar el culto a su padre adoptivo, Augusto también preparaba y establecía la pauta para él mismo y futuros emperadores. Recibió honores similares cuando aún estaba vivo por parte del Senado. A petición de los senadores, Augusto y Tiberio tuvieron cada uno un solo templo erigido en su honor en vida: aunque no contendría sin embargo, una estatua del emperador reinante, que pudiera venerarse como a un dios, sino que los templos se dedicaron también al pueblo romano (la «Ciudad de Roma» en el caso de Augusto; el «Senado» en el de Tiberio). Ambos templos se situaron en la parte asiática del Imperio romano:
- el templo de Augusto estaba situado en Pérgamo, aunque la actual Barcelona posee aún en su centro los restos de un templo dedicado a este emperador.
- Presionado por diversos lados, Tiberio no permitiría ningún otro templo o estatua en su honor, más que uno en Asia, siguiendo el ejemplo de su predecesor. Tiberio declaró ante el senado que él prefería ser recordado por sus actos más que por la piedra, pero consintió en que el año 26 el Senado escogiera Esmirna entre otras once ciudades candidatas para erigir «su» templo.

Al contrario, otros emperadores eran menos sutiles en sus intentos de engrandecerse. El sucesor de Tiberio, Calígula, instigándolo él mismo, construyó varios templos y estatuas dedicadas a sí mismo, todas las cuales fueron destruidas inmediatamente después de su muerte. Su sucesor, Claudio parece haber permitido un solo templo en su honor, siguiendo de nuevo el ejemplo de Augusto y Tiberio, esta vez en Britania, después de su exitosa conquista allí.
Muchos emperadores tenían dioses guardianes personales, especialmente populares fueron Hércules, Júpiter y Sol Invictus, que supuestamente los protegían y guiaban, pero generalmente evitaban asumir el rango de una deidad en vida, incluso si algunos críticos insistían en que debían hacerlo. Sin embargo, algunos se esforzaron por fusionar su propia identidad con la de sus dioses patronos. Nerón, por ejemplo, mantuvo que él era de nacimiento milagroso y divino y erigió el Coloso del Sol Invictus (dios del sol) con sus mismos rasgos faciales.
Más a menudo, los emperadores fallecidos eran sujetos de veneración durante este periodo, al menos, los que no se habían hecho tan impopulares con sus súbditos que la población considerara su asesinato un alivio. La mayor parte de los emperadores se beneficiaron de una rápida dificación de su predecesor: si ese predecesor era un pariente cercano, incluso aunque lo fuera solo por adopción, eso significaba que el nuevo emperador podría disfrutar de un rango de «casi deificación» de ser un divi filius, sin necesidad de ser demasiado presuntuoso en relación con su propio rango de dios todopoderoso. Según Suetonio, las últimas palabras de Vespasiano fueron puto deus fio, lo que traducido significa: «Creo que me estoy transformando en un dios».

## Convivencia con el cristianismo
Después de Adriano, el poder de los emperadores se había hecho tan absoluto y consolidado que los últimos emperadores podían afirmar su divinidad en vida. Durante la persecución del Cristianismo que tuvo lugar en el Imperio romano, el culto imperial se convirtió en un aspecto importante de esa persecución. Hasta el extremo de que la participación en el culto imperial se convirtió en una prueba de lealtad, el culto imperial fue una forma particularmente agresiva de religión civil.
Se esperaba que los ciudadanos leales del Imperio hicieran ofrendas periódicas de incienso al genio, o espíritu tutelar, del Emperador, y al hacerlo, recibían un certificado de que de hecho habían demostrado su lealtad a través del sacrificio. Los cristianos, por supuesto, rechazaron venerar al emperador, considerando el culto como idolatría. El sacrificio se usó como una herramienta legal forzosa para descubrirlos.

## Traducción
Aquellos a los que se deificaba eran mencionados con la palabra divus (latín, nombre, por «el divino/el deificado»; en femenino diva, plural divi/divae) antes de su nombre. Así, Claudio fue llamado divus Claudius. Esta palabra a menudo se traduce como «dios» (por ejemplo, «Claudio el dios») pero esto es una traducción exagerada, pues el latín tenía una palabra distinta para dios (deus). Una traducción más apropiada sería «divino» (por ejemplo, «Claudio el divino») o «deificado», una formulación de alguna manera más suave que los intelectuales romanos podían entender cómodamente como metafórica.
Conforme pasó el tiempo, este honor se asoció más y más automáticamente con emperadores muertos, hasta el extremo de que por el tiempo del Dominado, podría ya entenderse como equivalente a «fallecido». El hecho de que divus había perdido gran parte de su auténtico significado religioso que tuvo queda claro por el hecho de que se usó con nombres de los primeros emperadores cristianos después de sus muertes, incluso después de que Constantino hubiera abolido técnicamente la práctica de la deificación de los emperadores.

## En la literatura
Ya que las apoteosis se convirtieron en parte de la vida política romana a finales de la República y comienzos del Imperio, comenzó a ser tratada en contextos literarios. En la Eneida, Virgilio representa la deificación de Eneas, diciendo que será llevado a las estrellas del Cielo, y menciona la apoteosis de César. Ovidio también describe la apoteosis de César en el libro XV de Las metamorfosis y anticipa la glorificación de Octaviano.
Otros romanos ridiculizaron la idea de que un emperador romano fuera considerado un dios viviente, o incluso se burlaron de la deificación de un emperador después de su muerte: Lucio Anneo Séneca parodió la idea de apoteosis en su única sátira conocida, Apocolocyntosis, en la que Claudio, torpe y tartamudo, se ve transformado no en un dios sino en una calabaza, revelando una irreverencia hacia la idea del culto al líder, al menos entre las clases educadas romanas. De hecho, un sarcasmo amargo ya había surgido en el funeral del emperador en el año 54.

## Nota
1. ↑  Venus era la madre de Eneas, quien era el padre de Iulo/Ascanio; Júpiter era antecesor del padre de Eneas, Anquises[1]